# Estatismo
En ciencia política, el estatismo es la doctrina según la cual la autoridad política del estado es legítima en algún grado; es lo opuesto al anarquismo y al libertarismo. Esto puede incluir la económica y la política social, especialmente en lo que respecta a la fiscalidad y los medios de producción.
Cuando se lo utiliza para describir análisis, el término estatismo hace referencia a los análisis que utilizan la dicotomía entre Estado y sociedad, con el Estado visto como una institución homogénea capaz de utilizar un poder social para imponer políticas sobre una sociedad pasiva o que ofrece resistencia compuesta de grupos de personas. Este tipo de análisis es discutido en la literatura sobre ciencias políticas, comparándolo con otros análisis que consideran al Estado como un concepto y poder político que es ejercido por toda la sociedad por organizaciones que compiten con acceso al poder.
Por ejemplo, el estatismo económico, promueve la visión que el Estado tiene un muy importante y legítimo rol de dirigir la economía, sea en forma directa mediante empresas estatales y otros tipos de herramientas disponibles al gobierno, o en forma indirecta mediante planificación económica. Puede hacer referencia a la ideología referida al estatismo que establece que: 

La soberanía no reside en el pueblo sino en el Estado nacional, y que todos los individuos y asociaciones existen con el solo propósito de mejorar y desarrollar el poder, el prestigio, y el bienestar del Estado. El concepto de estatismo, que a veces se considera sinónimo con el concepto de nación, y corporativismo repudia el individualismo y exalta a la nación como un cuerpo orgánico encabezado por el Líder Supremo y alimentado por unidad, fuerza y disciplina.

A veces el término estatismo hace referencias al capitalismo de Estado o a economías de mercado sumamente reguladas con una importante intervención del Estado. A menudo es utilizado para hacer referencia al socialismo de Estado, el cual utiliza la estatización, como un medio para gestionar la industria.

## Conceptos generales
El estatismo puede adoptar muchas formas, desde el gobierno pequeño hasta el gobierno grande. El minarquismo es una filosofía política que prefiere un estado mínimo, como un Estado vigilante nocturno para proteger a la gente de la agresión, el robo, el incumplimiento de contrato y el fraude con ejército, policía y tribunales. También puede incluir bomberos, cárceles y otras funciones. El Estado del bienestar es otra forma dentro del espectro del estatismo. Las filosofías autoritarias consideran que es necesario un Estado fuerte y con autoridad para legislar o hacer cumplir la moral y las prácticas culturales. El totalitarismo es aquel que prefiere un Estado máximo y omnímodo, algo más profundo que el autoritarismo.
La teoría política ha cuestionado durante mucho tiempo la naturaleza y los derechos del Estado. Algunas formas de corporativismo exaltan la posición moral de que el grupo corporativo, normalmente el Estado, es mayor que la suma de sus partes y que los individuos tienen la obligación moral de servir al Estado. El escepticismo hacia el estatismo en la cultura occidental tiene sus raíces en la filosofía del Ilustración. John Locke influyó notablemente en el pensamiento moderno en sus escritos publicados antes y después de la Revolución Inglesa de 1688, especialmente en Carta sobre la tolerancia (1667), Dos tratados de gobierno (1689) y Un ensayo sobre el entendimiento humano (1690). En el texto de 1689, estableció las bases de la teoría política del liberalismo, es decir, que los derechos de las personas existían antes que el gobierno; que el propósito del gobierno es proteger los derechos personales y de propiedad; que el pueblo puede disolver los gobiernos que no lo hagan; y que el gobierno representativo es la mejor forma de proteger los derechos.

### Uso común
El estatismo es una doctrina, política o cultural, según la cual el Estado debe ser el centro y la estructura principal que dirige, administra y controla toda o parte de la actividad social o económica. El estatismo puede abarcar diferentes significados o ámbitos, dependiendo de la legitimidad o no legitimidad que los individuos encuentren en la acción, monopolización e institución del Estado. Se trata, por tanto, de una forma de poder político ejercido de forma autoritaria, incluso discrecional, por el Estado que puede calificarse de estatista. El poder político del Estado es ferozmente codiciado en las democracias que conocemos, lo que explica también, al menos en parte, los deseos y frustraciones que el estatismo puede engendrar, habida cuenta de los diversos intereses particulares que componen el conjunto de la sociedad.
Entre los opositores al estatismo se encuentran el conservadores, los anarquistas y algunos comunistas. Dicho esto, las motivaciones y las razones de fondo de esta oposición difieren según los medios y los fines que se pretenden alcanzar.
El intervencionismo estatal se refiere a los medios utilizados por el Estado para justificar sus intervenciones. La intervención del Estado puede afectar, directa o indirectamente, a todos los ámbitos en los que el Estado encuentra su justificación, ya sean económicos o sociales. Las doctrinas del absolutista y del liberalismo permitieron el advenimiento del Estado moderno y, por tanto, presuponen el estatismo. En efecto, para los liberales, a diferencia del conservadores, el Estado debe ocupar el lugar de los organismos intermediarios para proteger los derechos del individuo.
Ludwig von Mises, economista austriaco, describió el estatismo como la completa subordinación de los individuos al Estado, manteniéndolos en fideicomiso y restringiendo la libertad de acción individual. El estatismo, que pretende forjar el destino de los individuos, tiende a sustituir la iniciativa individual por un aparato social que se reserva toda la iniciativa.

## Estatismo económico
El estatismo económico promueve la opinión de que el Estado tiene un papel importante, necesario y legítimo en la dirección de los principales aspectos de la economía, ya sea directamente a través de las empresas estatales y la planificación económica de la producción, o indirectamente a través del intervencionismo económico y la regulación macroeconómica.

### Capitalismo de Estado
El capitalismo de Estado es una forma de capitalismo que presenta altas concentraciones de empresas comerciales de propiedad estatal o la dirección estatal de una economía basada en la acumulación de capital, el trabajo asalariado y la asignación de mercado.
En algunos casos, el capitalismo de Estado se refiere a políticas económicas como el dirigismo, que existió en Francia durante la segunda mitad del siglo XX, y a las economías actuales de la República Popular China y Singapur, donde el gobierno posee acciones de control en empresas que cotizan en bolsa. Algunos autores también definen las antiguas economías del Bloque del Este como constitutivas de una forma de capitalismo de Estado.

### Intervencionismo estatal
El término estatismo se utiliza a veces para referirse a economías de mercado con grandes cantidades de intervención, regulación o influencia del gobierno sobre los mercados. Las economías de mercado que presentan un alto grado de intervención se denominan a veces "economías mixtas". El Intervencionismo económico afirma que el Estado tiene un papel legítimo o necesario en el marco de una economía capitalista interviniendo en los mercados, regulando contra las extralimitaciones de la industria del sector privado y proporcionando o subvencionando bienes y servicios no producidos adecuadamente por el mercado.

### Socialismo de Estado
El socialismo de Estado se refiere en términos generales a las formas de socialismo basadas en la propiedad estatal de los medios de producción y la asignación de recursos dirigida por el Estado. A menudo se utiliza en referencia a los sistemas económicos de tipo soviético de los antiguos Estados comunistas.
En algunos casos, cuando se utiliza en referencia a las economías de tipo soviético, el socialismo de Estado se utiliza indistintamente con el capitalismo de Estado sobre la base de que el modelo económico soviético se basaba en realidad en un proceso de acumulación de capital dirigido por el Estado y de jerarquía social.
Políticamente, el denominado socialismo de Estado se utiliza a menudo para designar cualquier ideología o movimiento político socialista que aboga por el uso del poder del Estado para la construcción del socialismo, o a la creencia de que el Estado debe ser apropiado y utilizado para asegurar el éxito de una revolución socialista. Se suele utilizar en referencia al marxista-leninista socialista que defiende un Estado de partido único.